# Kazimierz Korbel
Kazimierz Korbel (ur. 6 lutego 1927 w Krakowie, zm. 21 lutego 2020 w Krakowie) – polski fizyk, profesor nauk technicznych, profesor Akademii Górniczo-Hutniczej.

## Życiorys
W latach 1934–1940 uczył się w Publicznej Szkole Podstawowej nr 3 w Krakowie. Następnie w okresie okupacji uczęszczał do Szkoły Handlowej, dokształcając się równolegle na tajnych kompletach gimnazjalnych. Od 1945 do 1947 kontynuował naukę w trybie przyspieszonym w III Gimnazjum i Liceum Ogólnokształcącym im. Króla Jana III Sobieskiego. Po złożeniu w 1947 egzaminu maturalnego rozpoczął studia wyższe na Wydziale Elektromechanicznym Akademii Górniczo-Hutniczej w Krakowie. Ukończył je w roku 1952, uzyskując po przedstawieniu pracy magisterskiej pt. Wzmacniacz magnetyczny tytuł inżyniera elektromechanika hutniczego i stopień magistra nauk technicznych. 31 marca 1952 rozpoczął pracę w Katedrze Fizyki AGH na stanowisku asystenta. W 1953 awansował na stanowisko starszego asystenta. Z dniem 1 stycznia 1960 roku uzyskał na własną prośbę przeniesienie służbowe do Katedry Fizyki II AGH (prof. Mariana Mięsowicza). W 1961 odbył dwumiesięczny staż naukowy w Instytucie Geofizyki Jądrowej Akademii Nauk ZSRR w Moskwie. Zdobyte tam doświadczenia w dziedzinie konstrukcji impulsowych generatorów neutronów prędkich stały się zalążkiem prac w tym kierunku w Międzyresortowym Instytucie Fizyki i Techniki Jądrowej (MIFiTJ) AGH. Z dniem 1 czerwca 1961 roku został oddelegowany do Zespołu Zastosowań Izotopów Promieniotwórczych Zakładu VI Oddziału Krakowskiego Instytutu Badań Jądrowych. W grudniu 1963 Rada Wydziału Elektrotechniki Górniczej i Hutniczej AGH nadała mu stopień doktora nauk technicznych na podstawie rozprawy pt. Radiometryczne badania parametrów fizycznych mieszaniny podsadzkowej w warunkach jej przepływu w rurociągach kopalnianych. W dniu 17 lutego 1964 roku awansował na stanowisko adiunkta w Zakładzie VI O/K Instytutu Badań Jądrowych. Dnia 15 listopada 1964 został powołany na stanowisko samodzielnego pracownika naukowo-badawczego w Instytucie Badań Jądrowych. W 1967 uzyskał stypendium Międzynarodowej Agencji Energii Atomowej dla odbycia ośmiomiesięcznego stażu naukowego w Centrum Badań Jądrowych (Centro Studi Nucleari „Casaccia”) we Włoszech koło Rzymu. W 1969 powierzono mu kierownictwo Pracowni Zastosowań Izotopów Promieniotwórczych i Skażeń Radioaktywnych w Zakładzie VI O/K IBJ. W 1970, w związku z reorganizacją Zakładu VI IBJ i przeniesieniem jego Oddziału Krakowskiego do Instytutu Fizyki Jądrowej (IFJ) w Krakowie, powierzono mu kierownictwo Pracowni Zastosowań Geologiczno-Górniczych w IFJ. W dniu 30 sierpnia 1971 roku został powołany na członka Komisji Aparatury i Zastosowań Izotopów w Technice przy Państwowej Radzie ds. Pokojowego Wykorzystania Energii Jądrowej. W 1971 na zasadzie porozumienia między Instytutem Techniki Jądrowej AGH i Instytutem Fizyki Jądrowej objął funkcję kierownika Zakładu Przemysłowej Aparatury Radiometrycznej ITJ, a także zajęcia dydaktyczne dla Sekcji Technicznej Fizyki Jądrowej. Dnia 18 kwietnia 1973 roku w wyniku nowelizacji ustawy o stopniach i tytułach naukowych uzyskał stanowisko docenta w Instytucie Fizyki Jądrowej w Krakowie. W tymże roku skorzystał z propozycji ponownego przeniesienia do Międzyresortowego Instytutu Fizyki i Techniki Jądrowej AGH. Przeniesienie takie uzyskał, za obopólną zgodą obu instytutów przy akceptacji właściwych im ministerstw, dnia 1 listopada 1973. Z tym dniem objął funkcję kierownika nowo utworzonego Zakładu Elektroniki Jądrowej w MIFiTJ AGH. W roku 1980 uzyskał stopień naukowy doktora habilitowanego nauk technicznych na Wydziale Elektrotechniki, Automatyki i Elektroniki AGH po przedstawieniu rozprawy pt. Radioizotopowe badania kinematyki hydromieszanin grubodyspersyjnych. W lutym tegoż roku przyszła na świat jego jedyna córka – Małgorzata. W latach 1984–1985 pełnił funkcję kierownika Środowiskowego Studium Doktoranckiego w zakresie Fizyki. W okresie od 1 maja 1983 do 30 września 1985 był oddelegowany przez JM Rektora AGH do Instytutu Elektroniki, w którym powierzono mu obowiązki z-cy dyrektora ds. badań naukowych. W dniu 19 czerwca 1989 roku Rada Państwa nadała mu tytuł naukowy profesora nadzwyczajnego nauk technicznych. Zaś w roku 1993 uzyskał tytuł profesora zwyczajnego AGH. Od 1 października 1985 do chwili przejścia w stan spoczynku (31 grudnia 1997) pracował wyłącznie w swym macierzystym instytucie przekształconym w Wydział Fizyki i Techniki Jądrowej, sprawując w nim nadal funkcję kierownika Zakładu Elektroniki Jądrowej.

## Życie prywatne
Żonaty z Wandą (od 22 lipca 1966), absolwentką Uniwersytetu Jagiellońskiego, córka Małgorzata (ur. 1980).

## Odznaczenia i wyróżnienia

### Ordery i odznaczenia
- Medal Komisji Edukacji Narodowej za zasługi dla oświaty i wychowania przyznany przez Ministra Oświaty i Wychowania dnia 7 października 1980 r.
- Złoty Krzyż Zasługi nadany uchwałą Rady Państwa z dnia 28 września 1983 r.
- Krzyż Kawalerski Orderu Odrodzenia Polski nadany przez Prezydenta Rzeczypospolitej Polskiej dnia 6 września 1989 r.
- Krzyż Oficerski Orderu Odrodzenia Polski nadany przez Prezydenta Rzeczypospolitej Polskiej dnia 4 marca 1998 r.

### Nagrody i wyróżnienia
- Nagroda zespołowa z Funduszu Postępu Technicznego Instytutu Badań Jądrowych za całokształt prac nad opracowaniem przemysłowego modelu radioizotopowego miernika gęstości podsadzki płynnej (1962).
- Nagroda zespołowa II stopnia Państwowej Rady ds. Pokojowego Wykorzystania Energii Jądrowej za radiometryczne pomiary rozkładu przestrzennego koncentracji fazy stałej w rurociągach kopalnianych (1965).
- Nagroda zespołowa III stopnia Państwowej Rady ds. Pokojowego Wykorzystania Energii Jądrowej za ocenę przydatności i celowości wdrażania gęstościomierzy radioizotopowych do kontroli procesu podsadzania hydraulicznego (1970).
- Nagroda zespołowa z Funduszu Postępu Technicznego Pełnomocnika Rządu ds. Wykorzystania Energii Jądrowej za I etap prac nad konstrukcją automatycznego chromatografu gazowego do analizy powietrza kopalnianego (1970).
- Nagroda indywidualna z Funduszu Postępu Technicznego Instytutu Fizyki Jądrowej za opracowanie metod pomiarowych hydromieszanin oraz prac na temat optymalizacji transportu hydraulicznego (1971).
- Nagroda zespołowa z Funduszu Postępu Technicznego Pełnomocnika Rządu ds. Wykorzystania Energii Jądrowej za II etap prac nad konstrukcją automatycznego chromatografu gazowego do analizy powietrza kopalnianego (1973).
- Nagroda zespołowa II stopnia Ministra Energetyki i Energii Atomowej za badania identyfikacyjne procesu wzbogacania rud miedzi metodami radioznacznikowymi (1977).
- Nagroda indywidualna III stopnia Ministra Nauki, Szkolnictwa Wyższego i Techniki za osiągnięcia w dziedzinie badań naukowych (za pracę habilitacyjną pt. Radioizotopowe badania kinematyki hydromieszanin grubodyspersyjnych, 1982).
- Nagrody JM Rektora Akademii Górniczo-Hutniczej za działalność naukową (1974, 1975, 1976, 1977, 1980, 1982, 1983, 1984, 1985).
- Nagrody JM Rektora Akademii Górniczo-Hutniczej za osiągnięcia w działalności dydaktyczno-wychowawczej (1975, 1988, 1993).
- Nagroda JM Rektora Akademii Górniczo-Hutniczej za osiągnięcia w pracy organizacyjnej (1981).
- Nagroda im. prof. Władysława Taklińskiego I stopnia za wybitne osiągnięcia w dziedzinie dydaktyki (1996).
- Dyplomy uznania JM Rektora Akademii Górniczo-Hutniczej za wyróżniające osiągnięcia dydaktyczno-wychowawcze (1977, 1979).
- Wyróżnienie Ośrodka Postępu Technicznego w konkursie na najlepszy projekt wynalazczy miesiąca i roku – za projekt: „Metoda pomiaru intensywności wymiany atmosfery w komorach chłodniczych przy pomocy czujnika radio-jonizacyjnego” (1974).

## Publikacje
- Radiometryczne badania parametrów fizycznych mieszaniny podsadzkowej w warunkach jej przepływu w rurociągach kopalnianych, Wydział Elektrotechniki Górniczej i Hutniczej AGH, Kraków 1963.
- Elektronika jądrowa. Część I. Elementy elektroniki jądrowej, Skrypty Uczelniane AGH Nr 367, Kraków 1974 (1976², 1982³).
- Elektronika jądrowa. Część II. Układy elektroniki jądrowej, Skrypty Uczelniane AGH Nr 466, Kraków 1975 (1985²).
- Elektronika jądrowa. Część III. Układy i systemy elektroniki jądrowej, Skrypty Uczelniane AGH Nr 1078, Kraków 1987.
- Profilaktyka i terapia antyszumowa układów elektroniki „Front-End”, Skrypty Uczelniane AGH Nr 1523, Kraków 1997.
- Układy elektroniki Front-End, Uczelniane Wydawnictwa Naukowo-Dydaktyczne AGH, Kraków 2000.
- Laboratorium Elektroniki Jądrowej. Instrukcje do ćwiczeń laboratoryjnych, Skrypty Uczelniane AGH Nr 1643, Kraków 2002.
- Ekstrakcja informacji z sygnału radiometrycznego, Wydział Fizyki i Informatyki Stosowanej AGH, Kraków 2006.
- Szum, sygnał, filtracja w jądrowej spektrometrii amplitudowo-czasowej, Wydawnictwa AGH, Kraków 2011.

## Patenty i zastrzeżenia patentowe
- Przyrząd do mierzenia gęstości mieszaniny podsadzkowej w kopalniach. Wzór użytkowy nr 15726. Świadectwo autorskie nr 3356 z dnia 25.06.1963 r.
- Układ do automatycznej standaryzacji wskazań i korekcji położenia zerowego dla urządzeń pomiarowych, w szczególności dla gęstościomierzy i grubościomierzy radioizotopowych. Patent UP PRL Nr 47981. Świadectwo autorskie nr 12283 z dnia 5.05.1964 r.
- Układ integratora automatycznego do chromatografii gazowej. Patent UP PRL Nr 61227. Świadectwo autorskie nr 8335 z dnia 18.07.1966 r.
- Radioizotopowy przyrząd do pomiaru gęstości cieczy płynących w rurociągach. Patent UP PRL Nr 51379. Świadectwo autorskie nr 18627 z dnia 26.10.1966 r.
- Urządzenie do samoczynnej regulacji podciśnienia lub nadciśnienia gazu. Patent UP PRL Nr 53203. Świadectwo autorskie nr 21947 z dnia 10.05.1967 r.
- Sposób pomiaru sygnału i zasilania licznika proporcjonalnego, stosowanego jako detektor w chromatografii gazowej oraz układ do stosowania tego sposobu. Patent UP PRL Nr 62958. Świadectwo autorskie nr 40874 z dnia 24.11.1971 r.
- Stabilizowany zasilacz radio jonizacyjnych detektorów chromatograficznych, pracujących w układzie różnicowym. Patent UP PRL Nr 66677. Świadectwo autorskie nr 48798 z dnia 14.07.1973 r.
- Układ do pomiaru intensywności wymiany atmosfery w zamkniętych pomieszczeniach, zwłaszcza w komorach chłodniczych. Patent UP PRL Nr 76897. Świadectwo autorskie nr 70247 z dnia 25.05.1976 r.
- Czujnik do ciągłego pomiaru stężenia znacznika w powietrzu lub w innych mieszaninach gazowych. Patent UP PRL Nr 76898. Świadectwo autorskie nr 70251 z dnia 25.05.1976 r.
- Układ pomiarowy do lokalizacji nieszczelności rurociągów. Patent UP PRL Nr 114461. Świadectwo autorskie nr 159822 z dnia 22.11.1982 r.